# Schubertíada de Vilabertran
La Schubertíada de Vilabertran és un festival de Lied i música de cambra, a l'estil de les Schubertíades que es fan en altres països, que se celebra cada estiu a la població de Vilabertran, amb un escenari principal a la seva església de Santa Maria. L'any 2022 va celebrar la seva trentena edició.
Ja en la seva primera edició, l'agost de 1993, la Schubertíada de Vilabertran va compaginar artistes de renom, com Wolfram Rieger amb altres de més desconeguts, però que han acabat sent referents en el món del Lied, com Matthias Görner, que va debutar en el festival en la seva segona edició del 1994. El festival està organitzat per l'Associació Franz Schubert de Barcelona des del 1997.
La Schubertíada de Vilabertran ha anat exportant el format a altres ciutats, com Barcelona, Valdegovía i Castelló d'Empúries fins a convertir-se en un referent internacional.